# Я: Селін Діон
«Я: Селін Діон» — американський документальний фільм 2024 року режисерки Ірен Тейлор, у центрі якого — канадська співачка Селін Діон. У фільмі розповідається про життя Діон, її кар'єрні досягнення та боротьбу з синдромом жорсткої людини. Прем'єра відбулася в Нью-Йорку 17 червня 2024 року, а 21 червня 2024 року Amazon MGM Studios випустила його в обмежений прокат. Він став доступним для трансляції 25 червня 2024 року на Amazon Prime Video. У франкомовних країнах фільм мав назву Je suis: Céline Dion. Він отримав схвальні відгуки від критиків, які назвали його відвертим і чесним поглядом з-за лаштунків на боротьбу культової суперзірки з хворобою, яка змінила її життя. Документальний фільм став фільмом номер один на Amazon Prime Video в усьому світі. Саундтрек до фільму «Я: Селін Діон» вийшов 21 червня 2024 року.

## Виробництво
Sony Music Entertainment оголосила у вересні 2021 року, що триває робота над повнометражним документальним фільмом. Офіційна назва фільму була оголошена в січні 2024 року, Amazon MGM Studios придбала права на розповсюдження. Трейлер фільму вийшов 23 травня 2024 року.

## Кінокритика

### Оцінки критиків
Після виходу «Я: Селін Діон» отримав позитивні відгуки критиків. На сайті агрегатора рецензій Rotten Tomatoes 100 % з 36 рецензій критиків є позитивними, із середньою оцінкою 8,3/10. Консенсус вебсайту звучить так: «Я є зворушливим портретом стійкості, що доводить, що Селін Діон продовжить йти далі», — розриваючи кліше з серйозною та відкритою скринею вразливості. Metacritic, який використовує середньозважену оцінку, присвоїв фільму 76 балів зі 100, спираючись на відгуки 12 критиків, що свідчить про «загалом схвальні» рецензії.
Кріс Аззопарді з The New York Times заявив, що голос Діон зробив її зіркою, а цей фільм прагне зробити її людиною. Пітер Дебрюдж з Variety написав, що, як і все, що стосується Селін Діон, цей документальний фільм надзвичайно особистий і щирий. За словами Сюзанни Рамсдейл з Evening Standard, цей фільм є відвертим, карколомним і глибоко зворушливим вікном у відлюдне життя таланту, одного на покоління, урізаного в розквіті сил. Дієго Батльє з otroscines.com написав, що «Я: Селін Діон» — це глибокий, катарсисний, сповідальний фільм і, у своєму роді, настільки ж прекрасний, наскільки й цінний. Денніс Шварц з Ozus World Movie Reviews підсумував, що фільм є надихаючим документальним фільмом.

### Оцінки глядачів
Я: Селін Діон став фільмом номер один на Amazon Prime Video в усьому світі. З 21 по 27 червня 2024 року це був найпопулярніший фільм на Amazon Prime Video протягом перших трьох днів після виходу з 82,8 мільйона хвилин перегляду. За другий тиждень перегляди фільму зросли на 83 %, зібравши 151,2 мільйона хвилин перегляду.

## Музика
Саундтрек до фільму «Я: Селін Діон» вийшов 21 червня 2024 року Альбом включає 13 головних хітів Діон, а також сім оригінальних композицій, в основному написаних Реді Хаса та спродюсованих Альберто Фабрісом.

### Пісні, використані у фільмі в хронологічному порядку
Усі пісні у виконанні Селін Діон, крім зазначених.
1. «L'amour est un oiseau rebelle» (Maria Callas)
2. «River Deep, Mountain High»
3. «A New Day Has Come»
4. «Because You Loved Me»
5. «Pour que tu m'aimes encore»
6. «The Power of Love»
7. «My Heart Will Go On»
8. «Chattanooga Choo Choo»
9. «Le ballet»
10. «Hush, Little Baby» / «Chandelier»
11. «Treat Her Like a Lady»
12. «Tellement j'ai d'amour pour toi»
13. «Visa pour les beaux jours»
14. «If That's What It Takes»
15. «Ashes»
16. «That's the Way It Is»
17. «All by Myself»
18. «Ebben? Ne andrò lontana» (Maria Callas)
19. «I've Got the Music in Me»
20. «Moonlight Sonata»
21. «Zora sourit»
22. «Je crois toi»
23. "Help! by John Farnham
24. «You're the Voice» (Celine Dion, John Farnham)
25. «I'm Alive»
26. «Love Again»
27. «Valse adieu»
28. «Who I Am» (Wyn Starks)
29. «L'amour est un oiseau rebelle»

## Знімальна група
- Ірен Тейлор — режисер, продюсер, додатковий монтаж, звукорежисер
- Дейв Платель — виконавчий продюсер
- Денис Севідж — виконавчий продюсер
- Шейн Картер — виконавчий продюсер
- Кріста Веґенер — виконавчий продюсер
- Річард Комо — редактор
- Дж. Крістіан Дженсен — редактор
- Реді Хаса — автор музики, виконавець партитури, віолончель
- Нік Мідвіг — оператор-постановник
- Стейсі Лортс — продюсер
- Том Маккей — продюсер
- Джулі Бегей Себюро — продюсерка
- Сідні Рафтер — асоційований продюсер
- Ілана Сол — архівна продюсерка
- Альберто Фабріс — продюсер музики, виконавець музики, синтезаторний бас
- Екланд Хаса — автор оригінальної музики, виконавець музики, фортепіано
- Віто де Лоренці — виконавець партитури, дафф, перкусія
- Федеріко Мекоцці — виконавець партитури, скрипка, альт
- Крістан Музіо — виконавець партитури, альт
- Рокко Нігро — виконавець партитури, вібрафон, синтезаторний бас, акордеон, ксилофон
- Марко Пузелло — виконавець партитури, труба, флюгельгорн
- Лора Гіршберг — звукорежисер та міксинг
- Маді Еменхайзер — провідна асистентка
- Матьє Берубе — асистент редактора
- M. Спенсер Рід — асистент редактора
- Лора Роу — асистент редактора
- Сноу Дауд — дизайн обкладинки
- Браян Кінклі — моушн-графіка
- Сідні Рафтер — координатор постпродакшну
- Кріс Ворд — асистент виробництва
- Меган Ніл — асистент виробництва
- Едуардо Бехарано — звукорежисер
- Мігель Гомес — звукорежисер
- Treehouse Project — радник з субтитрів та аудіоопису
- Кален Фіні — консультант з субтитрів та звукового опису